# Сухомаячковский сельский совет (Новосанжарский район)
Сухомаячковский сельский совет (укр. Сухомаячківська сільська рада) — входит в состав
Новосанжарского района
Полтавской области
Украины.
Административный центр сельского совета находится в 
с. Сухая Маячка.

## История
- 1926 — дата образования.

## Населённые пункты совета
- с. Сухая Маячка
- с. Луговое
- с. Радужное